# Pierre de Montreuil
Pierre de Montreuil (Montreuil, 1200 —  Paris, 17 de março de 1267) foi um arquiteto, pedreiro-escultor e mestre-de-obras francês medieval.
As informações sobre sua vida são escassas. Possuía terras e uma pedreira nos arredores de Conflans. Nos anais da Abadia de Saint-Germain-des-Prés em Paris é dito que ele foi o construtor do refeitório entre 1239 e 1244 e da capela da Virgem entre 1245 e c. 1250. Em 1247 é citado no contrato de aquisição de uma casa como construtor em atividade na Basílica de Saint-Denis, e em 1265 aparece como mestre-de-obras da Catedral de Notre-Dame. Sua obra em Saint-Germain-des-Prés foi destruída no século XVIII e só subsistem algumas partes, com destaque para o portal decorado da capela da Virgem. Durante sua atividade em Saint-Denis construiu parte da nave e possivelmente projetou o transepto, e em Notre-Dame modificou o projeto do transepto iniciado por Jean de Chelles, construiu a fachada sul do transepto e diversas capelas laterais do lado norte da nave.
Também a ele se atribui a decoração escultórica da fachada do transepto de Notre-Dame, que incluía um grande conjunto composto por um par de Adão e Eva aos pés de Cristo Juiz rodeado de anjos carregando os instrumentos da Paixão. Apenas o Adão sobrevive. O Adão passou muito tempo ignorado pela crítica de arte, mas nos últimos quarenta anos sua reputação se estabeleceu solidamente como uma obra-prima, uma das mais notáveis da escultura gótica.
Outras obras lhe foram atribuídas, incluindo a Sainte-Chapelle de Paris, autoria que parece estar hoje descartada; a Sainte-Chapelle de Vincennes; e a capela de São Luís no Castelo de Saint-Germain-en-Laye, atribuição sustentada por vários especialistas.
Foi sepultado em Saint-Denis, e seu epitáfio o louva como "flor perfeita dos bons costumes, que em vida foi o doutor dos pedreiros", um elogio que denota seu elevado prestígio. Foi um mestre do estilo gótico radiante, com uma concepção inovadora do espaço, dando importância a interiores amplos e luminosos. Também é original o tratamento elegante e meticuloso que deu à ornamentação esculpida dos edifícios. Seu estilo foi muito admirado em seu tempo e imitado por mais de um século.